# Pikinn Soula
Pikinn Soula är en fors i Franska Guyana (Frankrike). Den ligger i den sydvästra delen av landet, 290 km sydväst om huvudstaden Cayenne. Pikinn Soula ligger 144 meter över havet.
Terrängen runt Pikinn Soula är huvudsakligen platt. Pikinn Soula ligger nere i en dal.  Trakten runt Pikinn Soula är nära nog obefolkad, med mindre än två invånare per kvadratkilometer. I omgivningarna runt Pikinn Soula växer i huvudsak städsegrön lövskog.